# Weener
Weener − miasto w Niemczech we Wschodniej Fryzji, w kraju związkowym Dolna Saksonia, w powiecie Leer. Miasto leży nad rzeką Ems.

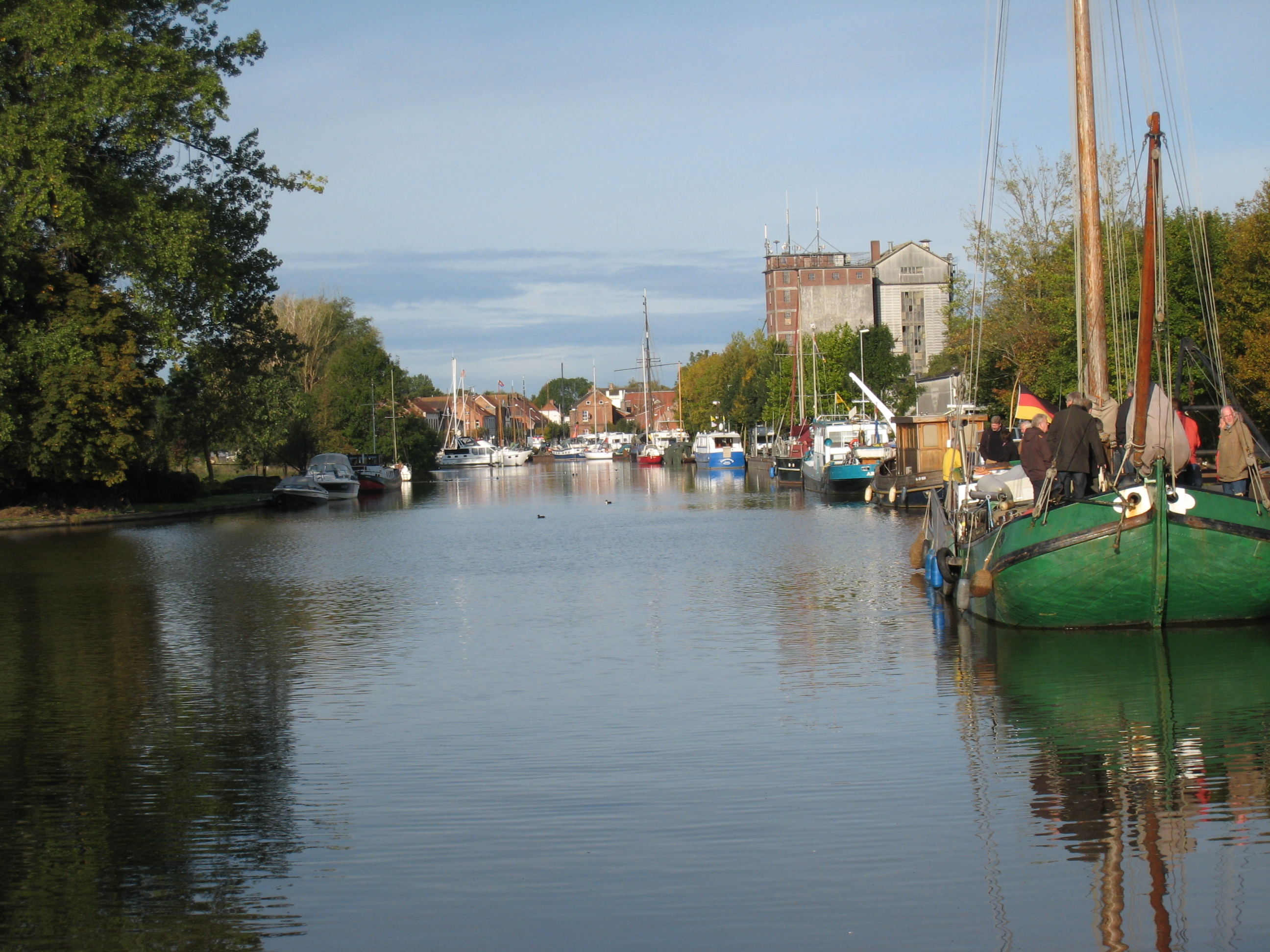
Port rybacki

## Dzielnice
- Beschotenweg
- Diele
- Dielerheide
- Halte
- Holthusen
- Holthuserheide
- Kirchborgum
- Möhlenwarf
- Stapelmoor
- Stapelmoorerheide
- St. Georgiwold
- Tichelwarf
- Vellage/Halte
- Weener
- Weenermoor

## Miejscowości partnerskie
- Eurajoki, Finlandia
- Les Pieux, Francja